# هوبير شفاب
هوبير شفاب هو دراج سويسري، ولد في 5 أبريل 1982 في Pratteln ‏ في سويسرا.

## وصلات خارجية
- الموقع الرسمي
- هوبير شفاب على موقع الاتحاد الدولي للدراجات (الإنجليزية)
- هوبير شفاب على موقع أرشيف الدراجات (الإنجليزية)
- هوبير شفاب على موقع إحصائيات الدراجات الإحترافية (الإنجليزية)